# Departamento Managua
Managua ist eines von insgesamt 15 Departamento in Nicaragua. Die Hauptstadt des Departamentos ist die gleichnamige Stadt Managua, die zugleich die Hauptstadt von Nicaragua ist.
Die Fläche des Departamentos ist 3.672 km² und hat rund 1,5 Millionen Einwohner (Berechnung 2016), was einer Bevölkerungsdichte von rund 432 Bewohnern/km² entspricht. Es ist das bevölkerungsreichste Departamento Nicaraguas.
Managua ist in neun Municipios unterteilt:
1. Ciudad Sandino
2. El Crucero
3. Managua
4. Mateare
5. San Francisco Libre
6. San Rafael del Sur
7. Ticuantepe
8. Tipitapa
9. Villa Carlos Fonseca